# Organització Hidrogràfica Internacional

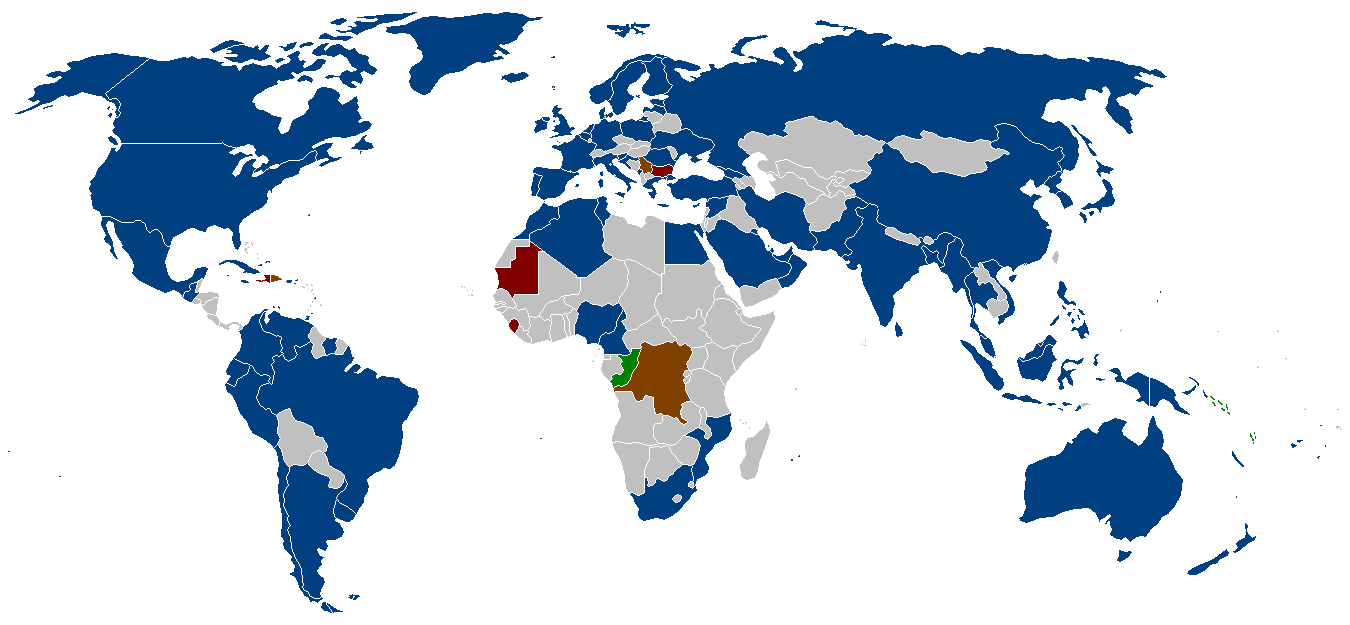
Estats membres
Membres suspesos
Aprovats, però esperant formar membres
Sol·licitud en curs Dades de 2006

L'Organització Hidrogràfica Internacional (en anglès:International Hydrographic Organization, en francès: Organisation hydrographique internationale), és una organització intergovernamental consultiva i tècnica d'hidrografia.
La Missió de la OHI és crear un entorn global en el qual els Estats proporcionin dades, productes i serveis hidrogràfics adequats i oportuns i assegurin el seu ús més ampli possible. Un dels principals objectius de l'OHI és garantir que els mars, els oceans i les aigües navegables del món siguin estudiats i cartografiats adequadament. Ho fa mitjançant l'establiment d'estàndards internacionals, la coordinació dels esforços de les oficines hidrogràfiques nacionals del món i el seu programa de creació de capacitat.
L'OHI gaudeix de l'estatus d'observador a les Nacions Unides, on és l'autoritat competent reconeguda en topografia hidrogràfica i cartes nàutiques. Quan es fa referència a la hidrografia i les cartes nàutiques en els convenis i instruments similars, normalment s'utilitzen les normes i especificacions de l'OHI.

## Història
Fou establerta per un acord signat a Mònaco el 3 de maig de 1967, que va entrar en vigor el 1970. Tot i que l'organització com a tal es va fundar al 1970 després de convencions intergovernamentals que van canviar el seu nom i estatus legal, l'origen de la OHI va ser al 1921 com a International Hydrographic Bureau.
La OHI concreta una cooperació començada al principi del segle XX entre els Estats que disposaven d'una capacitat de realitzar aixecaments hidrogràfics i de publicar les seues pròpies cartes marines. En 2018, l'organització està conformada per 89 membres, representant els cinc continents del món.

## Objectius
És l'organisme coordinador dels Serveis Hidrogràfics, oficialment acreditats pels seus respectius governs i els seus objectius són:
- Coordinar les activitats de les Oficines Hidrogràfiques nacionals.
- Assolir estandardització en les publicacions cartogràfiques i nàutiques en general.
- Adoptar mètodes confiables i eficients en el desenvolupament d'aixecaments hidrogràfics.
- Promoure el desenvolupament de les ciències en el camp de la hidrografia i de les tècniques usades en l'oceanografia física.

## Estats membres
La IHO té els següents estats membres amb la seva pròpia organització hidrogràfica:
| País                 | Organització Hidrogràfica                                           | Abreviació | Estat   |
| -------------------- | ------------------------------------------------------------------- | ---------- | ------- |
| Egipte               | Egyptian Navy Hydrographic Dept                                     | ENHD       |         |
| Algèria              | Hydrographic Service of Naval Forces                                |            |         |
| Angola               |                                                                     |            |         |
| Argentina            | Servicio de Hidrografía Naval                                       |            |         |
| Austràlia            | Australian Hydrographic Service                                     |            |         |
| Bahrain              | Hydrographic Survey Directorate                                     |            |         |
| Bangla Desh          | Directorate of Hydrography                                          |            |         |
| Bèlgica              | Vlaamse Hydrografie                                                 |            |         |
| Brasil               | Directorate of Hydrography and Navigation                           |            |         |
| Brunei               |                                                                     |            |         |
| Bulgària             |                                                                     |            |         |
| Xile                 | Servicio Hidrográfico y Oceanográfico de la Armada                  |            |         |
| Xina                 | Maritime Safety Administration                                      | MSA        |         |
| Dinamarca            | Geodatastyrelsen                                                    | GST        |         |
| Alemanya             | Bundesamt für Seeschiffahrt und Hydrographie                        | BSH        |         |
| República Dominicana | Instituto Cartográfico Militar                                      |            | pendent |
| Equador              | Instituto Oceanográfico de la Armada                                |            |         |
| Estònia              | Estonian Maritime Administration EMA                                | EMA        |         |
| Fiji                 |                                                                     |            |         |
| Finlàndia            | Hydrographic Office of Finnish Transport Agency                     |            |         |
| França               | Service hydrographique et océanographique de la Marine              | SHOM       |         |
| Grècia               | Hellenic Navy Hydrographic Service                                  |            |         |
| Geòrgia              |                                                                     |            |         |
| Guatemala            |                                                                     |            |         |
| Guyana               |                                                                     |            |         |
| Islàndia             | Islandic Coast Guard                                                |            |         |
| Índia                | National Hydrographic Office                                        |            |         |
| Indonèsia            | Dinas Hidro-Oseanografi                                             | DISHIDROS  |         |
| Iran                 | Ports and Maritime Organization PMO                                 | PMO        |         |
| Iraq                 |                                                                     |            |         |
| Irlanda              | Marine Survey office                                                |            |         |
| Itàlia               | Istituto Idrografico Della Marina                                   |            |         |
| Jamaica              | Surveys And Mapping Division                                        |            |         |
| Japó                 | Hydrographic and Oceanographic Department                           |            |         |
| Canadà               | Canadian Hydrographic Service                                       |            |         |
| Camerun              | Port Autonome de Douala                                             | PAD        |         |
| Qatar                |                                                                     |            |         |
| Kenya                |                                                                     |            |         |
| Colòmbia             | Dirección General Marítima                                          |            |         |
| República del Congo  | Direction de la Marine et des Voies Navigables                      |            | pendent |
| Croàcia              | Hrvatski Hidrografski Institut                                      |            |         |
| Cuba                 | Oficina Nacional de Hidrografía y Geodesia                          |            |         |
| Kuwait               |                                                                     |            |         |
| Letònia              |                                                                     |            |         |
| Líban                |                                                                     |            |         |
| Malàisia             | National Hydrographic Centre                                        | NHC        |         |
| Malta                |                                                                     |            |         |
| Marroc               | Division Hydrographie, Océanographie et Cartographie                | DHOC       |         |
| Maurici              |                                                                     |            |         |
| Mèxic                |                                                                     |            |         |
| Mònaco               | Direction des Affaires Maritimes                                    |            |         |
| Montenegro           | Institute of Hydrometeorology and Seismology of Montenegro          |            |         |
| Moçambic             | Instituto Nacional de Hidrografia E Navegação                       |            |         |
| Myanmar              | Myanmar Naval Hydrographic Centre                                   | NNHC       |         |
| Països Baixos        | Hydrographic Service                                                |            |         |
| Nova Zelanda         | Land Information New Zealand                                        | LINZ       |         |
| Nigèria              | Nigerian Navy Hydrographic Office                                   |            |         |
| Corea del Nord       |                                                                     |            |         |
| Noruega              | Norwegian Mapping Authority                                         |            |         |
| Oman                 | National Hydrographic Office Royal Navy of Oman                     |            |         |
| Pakistan             | Hydrographic Department Naval Headquarters                          |            |         |
| Papua Nova Guinea    | Papua New Guinea Hyd. Service                                       |            |         |
| Perú                 | Dirección de Hidrografía y Navegación                               |            |         |
| Filipines            | National Mapping and Resource Information Authority                 |            |         |
| Polònia              | Hydrographic Office of the Polish Navy                              |            |         |
| Portugal             | Instituto Hidrográfico                                              |            |         |
| Romania              | Hydrographic Section                                                |            |         |
| Rússia               | Department of Navigation and Oceanography                           |            |         |
| Samoa                |                                                                     |            |         |
| Illes Salomó         |                                                                     |            |         |
| Aràbia Saudita       | General Commission for Survey                                       | GCS        |         |
| Sèrbia               |                                                                     |            | pendent |
| Seychelles           |                                                                     |            |         |
| Singapur             | Hydrographic Department of Maritime and Port Authority of Singapore |            |         |
| Eslovènia            |                                                                     | MZP        |         |
| Sud-àfrica           | Hydrographic Office                                                 |            |         |
| Corea del Sud        | Korea Hydrographic and Oceanographic Administration                 | KHOA       |         |
| Espanya              | Instituto Hidrográfico de la Marina                                 | IHM        |         |
| Sri Lanka            | National Hydrographic Office                                        |            |         |
| Surinam              | Maritieme Autoriteit Suriname                                       | MAS        |         |
| Suècia               | Sjöfartsverket                                                      |            |         |
| Síria                | General Directorate Of Ports                                        |            |         |
| Tailàndia            | Hydrographic Department of Royal Thai Navy                          |            |         |
| Tonga                |                                                                     |            |         |
| Trinitat i Tobago    | The Hydrographic Unit                                               |            |         |
| Tunísia              | Centre Hydrographique et Océanographique de la marine nationale     |            |         |
| Turquia              | Hidrografi Ve Osinografi Dairesi Baskanligi                         |            |         |
| Ucraïna              | State Hydrographic Service of Ukraine                               |            |         |
| Emirats Àrabs Units  |                                                                     |            |         |
| Regne Unit           | United Kingdom Hydrographic Office                                  | UKHO       |         |
| Estats Units         | NOAA Office of Coast Survey (OCS/NOS)                               | NOAA       |         |
| Uruguai              | Servicio de Oceanografía, Hidrografía y Meteorología de la Armada   | SOHMA      |         |
| Vanuatu              |                                                                     |            |         |
| Veneçuela            | Dirección de Hidrografía Y Navegación                               | DHN        |         |
| Vietnam              |                                                                     |            |         |
| Xipre                |                                                                     |            |         |